# 第3屆金曲獎
第3屆金曲獎由行政院新聞局於1991年（民國80年）主辦，共頒發18獎項。本屆金曲獎首次依語言劃分部分獎項，同時專輯及製作人獎也各分作演唱及演奏兩項。入圍名單於10月5日公布，頒獎典禮選在11月9日晚間於台北國父紀念館舉行，由中視錄影轉播典禮實況。

## 獎項異動
最佳作詞人獎、最佳男演唱人獎與女演唱人獎，皆以語言分為國語和方言兩項，再加上最佳專輯獎及最佳專輯製作人獎，都各分為演唱與演奏兩項，使總獎項數較上屆增加5項成為18項。報名日期從7月5日到25日止，共34家業者報名，總報名件數726件。

## 頒獎典禮
入圍名單及特別獎得主於10月5日公布，11月9日晚間7點30分於國父紀念館舉行頒獎典禮，由巴戈、崔麗心擔任主持，中視則於當晚10點轉播典禮實況。
18獎項分由9組頒獎人於典禮頒發，新聞局長胡志強頒發特別獎，莊奴、陶曉清合頒國語歌曲、方言歌曲最佳作詞人獎，蔡琴、胡瓜合頒最佳國語歌曲男、女演唱人獎及最佳年度歌曲獎，趙樹海、殷正洋合頒最佳演唱專輯及最佳演奏專輯獎，陳淑樺、羅大佑合頒演唱專輯製作人、演奏專輯製作人獎，青山、張琪合頒最佳演唱組合及新人獎，洪榮宏頒最佳方言歌曲男、女演唱人獎，東方快車及蘋果派頒最佳單曲歌唱錄影帶影片獎、最佳錄音獎，鈕大可、陳小霞合頒最佳編曲及最佳作曲獎。

### 表演節目
| 表演嘉賓       | 演出主題 | 演出內容                                         | 備註 |
| -------------- | -------- | ------------------------------------------------ | ---- |
| 小虎隊、紅孩兒 | 薪心相傳 | 小虎隊〈青蘋果樂園〉 小虎隊〈愛〉 紅孩兒〈青春〉 |      |

## 入圍暨得獎名單
以 表示得獎者。

## 評審名單
本屆主任委員為范宇文，其他評審委員包括：方笛、井迎瑞、牛效華、王振義、王童、成明、朱宗慶、李行、宋存壽、李宗球、吳冠英、李國俊、李淑德、李國寶、吳靜嫻、林文隆、明立國、周宜新、林家慶、邱慶彰、侯世宏、柯芳隆、紀露霞、徐天輝、孫儀、孫樸生、陳中申、黃以功、黃孝石、陳甫彥、梁明、許家石、郭夢雍、陶曉清、張己任、張清郎、楊元豐、熊美黛、蔡敏、簡文秀、聶中興、關尚仁、羅小雲。 評審委員聘定後，分四組評審；凡是主辦/協辦或籌備會單位之相關成員、本身有作品參賽、與唱片出版發行業有聘雇關係、有父母兄弟姊妹及子女參賽者，都不得擔任評審委員。

## 外部連結
- 第3屆金曲獎入圍名單 Archive.today的存檔，存档日期2018-11-24，文化部影視及流行音樂產業局.1992-01-04
- 第3屆金曲獎得獎名單 Archive.today的存檔，存档日期2018-11-24，文化部影視及流行音樂產業局.1992-01-04